# Pruniers-en-Sologne
Pruniers-en-Sologne ist eine französische Gemeinde mit 2281 Einwohnern (Stand 1. Januar 2022) im Département Loir-et-Cher in der Region Centre-Val de Loire; sie gehört zum Arrondissement Romorantin-Lanthenay und zum Kanton Selles-sur-Cher.

## Geschichte
Teil von Pruniers-en-Sologne war das Lehen Champleroy, das kurze Zeit Jean de Dunois und vom 15. bis zum 18. Jahrhundert dem Haus Barbançon gehörte.
Der Flugplatz Romorantin-Pruniers war im Ersten Weltkrieg eine bedeutende Basis der US-amerikanischen Expeditionsstreitkräfte.

### Bevölkerungsentwicklung
- 1962: 0792
- 1968: 0890
- 1975: 1102
- 1982: 1556
- 1990: 1992
- 1999: 2128
- 2017: 2388

## Sehenswürdigkeiten
- Prieuré Saint-Martin
- Kirche Saint-Jean-Baptiste

## Persönlichkeiten
- Victor Hugo (1802–1885), Schriftsteller und Politiker, hielt sich mehrmals in La Miltière auf, ein Besitz, den sein Vater 1823 erworben hatte. Sein ältester Sohn starb hier[1].

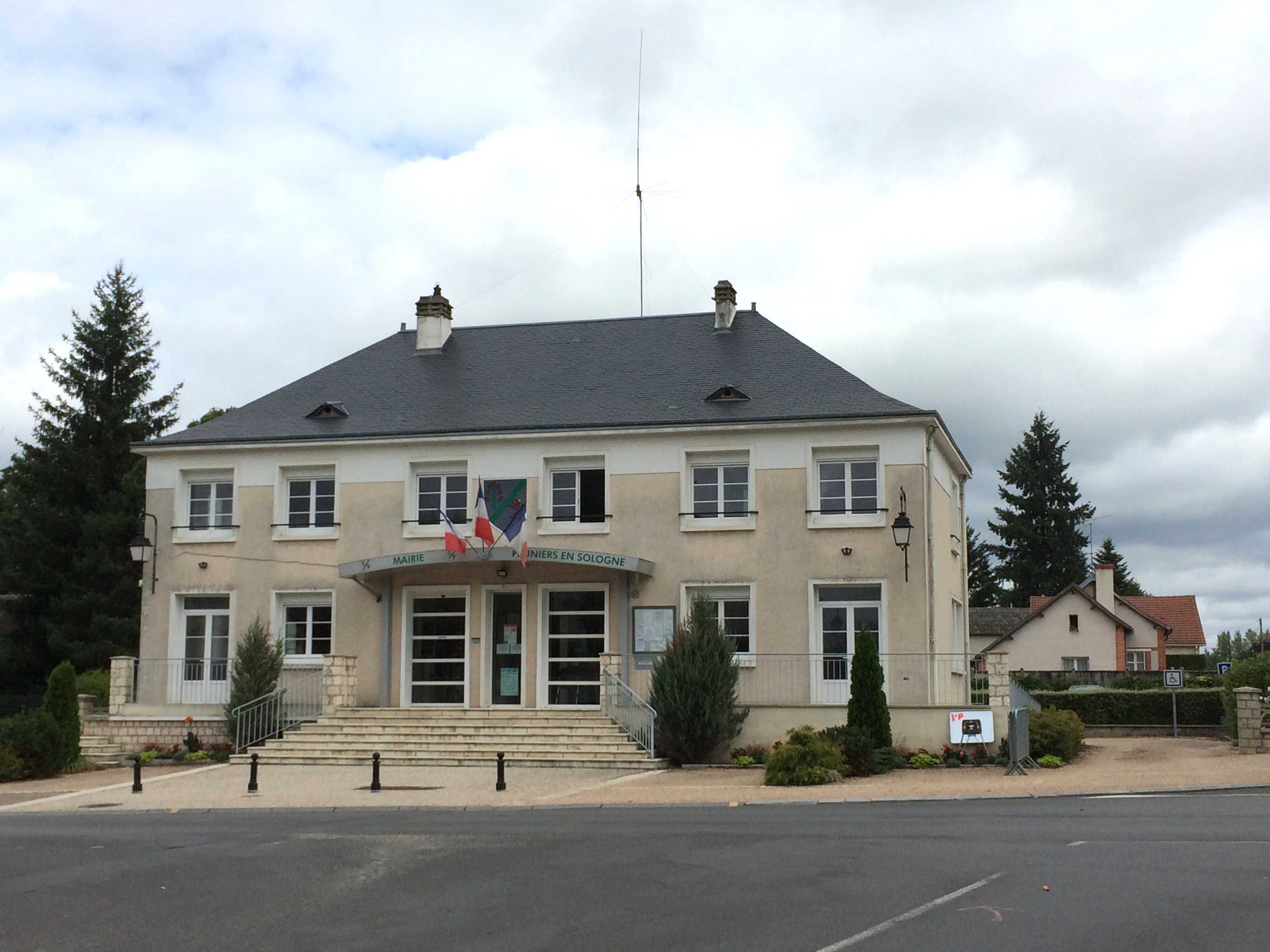
Mairie Pruniers-en-Sologne
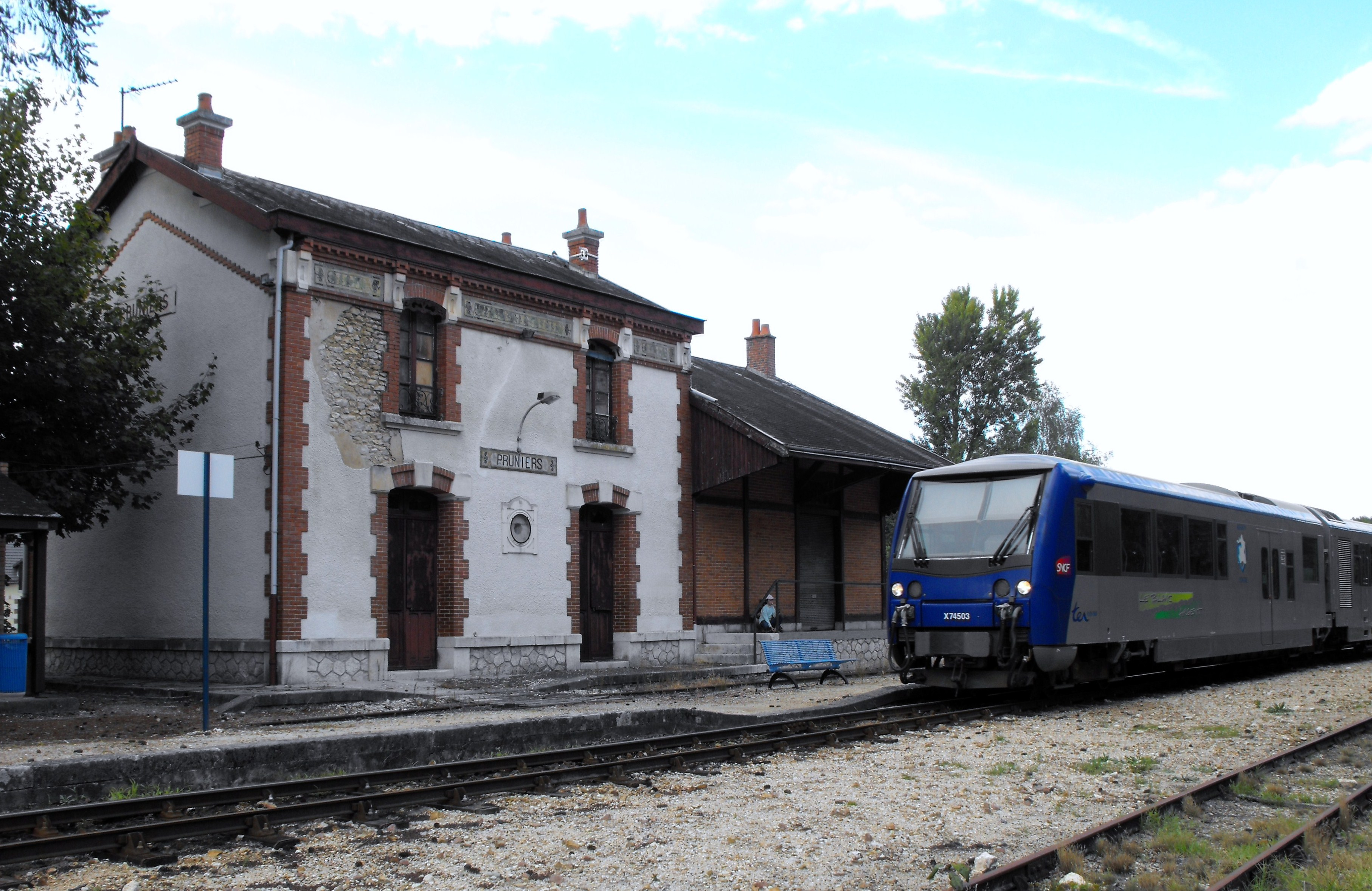
Bahnhof Pruniers